# 양양성당
양양성당은 강원특별자치도 양양군에 있는 로마 가톨릭 성당이다.